# セルビア保安・情報局
セルビア保安・情報局（セルビア語：Безбедносно-информативна агенција；略称БИА、英語：Security-Information Agency；略称BIA）は、セルビア共和国の諜報機関・保安機関。
ヨシップ・ブロズ・ティトー時代の国家保安部（UDBA）、国家保安庁（SDB）、セルビア共和国の国家保安局（RDB）の後継機関。

## 概要
2002年7月11日、保安・情報局（BIA）法が可決され、国家保安局（RDB）に基づきBIAが設置された。同法に従い、BIAは、内務省の構成から外され、政府と議会に従属するようになった。

## 機構
指導部
- BIA長官
  - BIA長官官房
  - 特別顧問
  - 顧問
  - 内部・予算監督
- BIA副長官

作戦部長
- 保安業務局
- 情報業務局
- 技術局
- 分析局
- 保安防護局
- 国際関係局

兵站部長
- 遠距離通信・情報技術局
- 人的資源・法務・物的技術保障局
- 兵站局
- 研究・発展局（保安研究所）

BIA地域センター

## 歴代長官
1. アンドレヤ・サヴィッチ（Андреја Савић）
2. ミーシャ・ミリチェヴィッチ（Миша Милићевић）
3. ラーデ・ブラトヴィッチ（Раде Булатовић）
4. サーシャ・ヴカディノヴィッチ（Саша Вукадиновић）